# Holocaust (gruppo musicale)
Gli Holocaust sono una band heavy metal di Edimburgo, Scozia.

## Storia degli Holocaust
Originariamente formata come band heavy metal a Edimburgo, Scozia nel 1977, annoverò i chitarristi John Mortimer e Ed Dudley, il cantante Gary Lettice, il bassista Robin Begg e il batterista Nicky Arkless, e divenne parte del movimento NWOBHM. Dopo numerosi cambiamenti dei componenti dovuti a litigi interni, John Mortimer rimane l'unico membro fondatore degli Holocaust da No Man's Land.

## Formazione attuale
- John Mortimer - chitarra/voce
- John McCullim - chitarra
- Bryan Bartley - basso
- Ron Levine - batteria. È anche il webmaster; venne nominato batterista quando la band fu attirata dalla pagina dei suoi fan.[senza fonte]

### Membri precedenti
- Ed Dudley - chitarra
- Raymond Marciano - batteria

Dudley e Marciano formarono poi una band chiamata Hologram, cercando di andare in una direzione più melodica e hard rock della band precedente. Il gruppo pubblicò una registrazione, Steal the Stars del 1983.

## Discografia

### Album in studio
- 1981 - The Nightcomers
- 1984 - No Man's Land
- 1992 - Hypnosis of Birds
- 1996 - Spirits Fly
- 1997 - Covenant
- 2000 - The Courage to Be
- 2003 - Primal
- 2015 - Predator

### Album live
- 1983 - Live (Hot Curry and Wine)

### Raccolte
- 2003 - Smokin' Valves: The Anthology

### EP
- 1981 - Live from the Raw Loud 'n' Live Tour
- 1989 - The Sound of Souls
- 1993 - Heavy Metal Mania '93
- 2013 - Expander

## Cover
- I Metallica fecero una cover della canzone The Small Hours sul loro EP del 1987 The $5.98 E.P.: Garage Days Re-Revisited e nel loro album Garage Inc..
- La band Gamma Ray fece una cover della canzone Heavy Metal Mania nel loro album live del 1996 Alive '95.
- I Six Feet Under reinterpretarono la canzone Death or Glory dall'album The Nightcomers nel loro album del 1997 Warpath.